# تولغاي أرسلان
تولغاي أرسلان (بالألمانية: Tolgay Arslan)‏ (مواليد 16 أغسطس 1990 في بادربورن - ألمانيا) لاعب كرة قدم تركي يلعب حاليا لصالح نادي الدرجة الأولى هامبورغ الألماني منذ 2009 في مركز الوسط المحوري .

## روابط خارجية
- تولغاي أرسلان على موقع الاتحاد الأوربي (الإنجليزية)
- تولغاي أرسلان على موقع اتحاد تركيا (لاعب) (الإنجليزية)
- تولغاي أرسلان على موقع رابطة كرة القدم اليابانية للمحترفين (اليابانية)
- تولغاي أرسلان على موقع إي إس بي إن إف سي (الإنجليزية)
- تولغاي أرسلان على موقع قاعدة بيانات كرة القدم.إي يو (الإنجليزية)
- تولغاي أرسلان على موقع بيانات كرة القدم. دي إي (الألمانية)
- تولغاي أرسلان على موقع Soccerway.com (الإنجليزية)
- تولغاي أرسلان على موقع عالم كرة القدم.نت (الإنجليزية)
- تولغاي أرسلان على موقع كووورة
- تولغاي أرسلان على موقع AS.com (الإسبانية)